# Monolito dello Utah

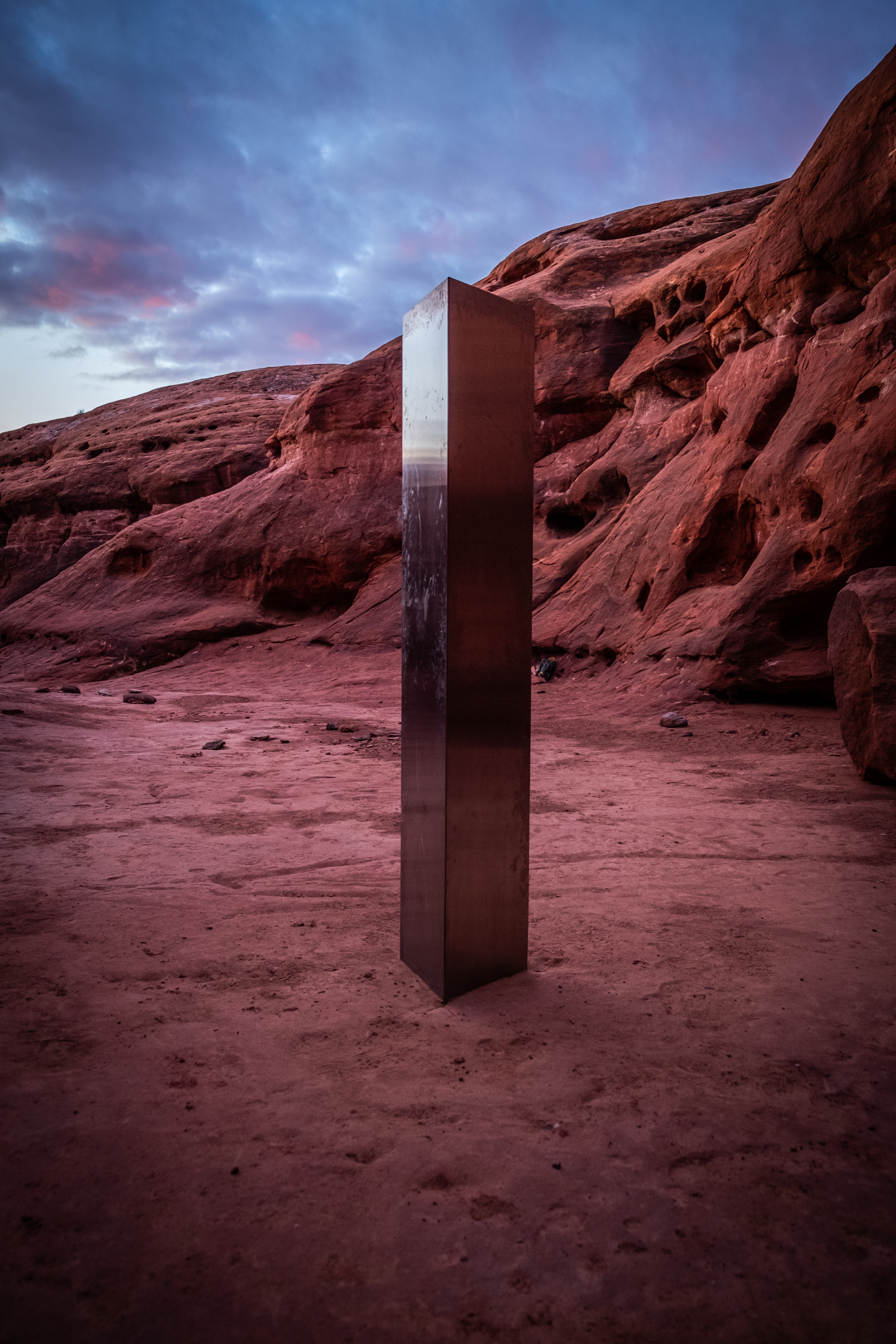

Il monolito dello Utah era un pilastro metallico che si trovava in uno slot canyon di arenaria rossa nel sud-est dello Utah.

## Storia
La struttura, alta 3 metri, era costituita da lamiere rivettate insieme a forma di prisma triangolare. Illegalmente collocato su un terreno pubblico tra luglio e ottobre 2016, nel novembre 2020 i biologi statali lo hanno scoperto durante un'indagine in elicottero sulle pecore delle Montagne Rocciose. In pochi giorni, l'opinione pubblica si è appassionata alla storia e varie persone hanno trovato il monolito utilizzando un software di mappatura GPS, dirigendosi verso la posizione remota. L'identità e gli obiettivi di chi ha realizzato il monolito rimangono sconosciuti, anche se non senza speculazioni.
In seguito alla copertura mediatica del monolito il cui "mistero ha affascinato il paese", è stato segretamente rimosso giorni dopo da un gruppo composto da quattro uomini. Subito dopo la rimozione del monolito dello Utah, sono iniziati a comparire (e poi anche a scomparire), in molti diversi luoghi, numerosi altri manufatti analoghi.